# 956
956 (CMLVI) var ett skottår som började en tisdag i den julianska kalendern.

## Händelser

### Okänt datum
- Fyrtornet på Faros skadas av en jordbävning.

## Födda
- Vojtěch Adalbert av Prag, biskop i Prag.

## Avlidna
- 8 april – Gilbert av Chalon, hertig av Burgund
- Ali al-Masudi, arabisk historiker, geograf och filosof
- Congalach Cnogba, storkonung av Irland sedan 944